# Codex Alexandrinus
Codex Alexandrinus er et bibelhåndskrift fra det 5. århundrede og er sammen med Codex Sinaiticus og Codex Vaticanus blandt de ældste og mest komplette bibelmanuskripter fra antikken. Det har navn efter byen Alexandria i Egypten, hvor det optræder første gang, og hvor det også formodes at være skrevet.
Skriftet er på græsk og indeholder næsten hele Det Ny Testamente og størsteparten af Det Gamle Testamente samt 1. Clemensbrev og store dele af 2. Clemensbrev. Det består af 773 blade; 643 i Det Gamle Testamente og 130 i Det Nye Testamente. Manuskriptets illustrationer er små tegninger efter hver bog.
Man ved ikke, hvor det er skrevet. En arabisk tilføjelse påstår, at det blev nedskrevet af martyren Thecla, der ifølge traditionen var en egyptisk kvinde, som levede i apostolsk tid.
I 1621 blev det ført fra Alexandria til Konstantinopel af Kyrillos Loukaris, der var patriark  først i Alexandria og senere i Konstantinopel. Skriftet blev sendt til England som gave til Jakob 1.
Kong Jakob 1. døde imidlertid inden bogen nåede frem, så det blev kong Charles 1., der modtog gaven.
Skriftet var tæt på at blive ødelagt d. 23. oktober 1731, da der udbrød brand i biblioteket på Ashburnham House (the Cotton Library), men blev reddet af bibliotekaren, Richard Bentley.
Håndskriftet er i dag i The British Library.
Codex Alexandrinus har haft stor indflydelse på udviklingen af tekstkritikken, palæografien og især arbejdet med Det Ny Testamente.

## Eksterne link og kildehenvisninger
- Wikimedia Commons har flere filer relateret til Codex Alexandrinus

- Bible Research – Codex Alexandrinus
- Earlham School of Religion – Codex Alexandrinus
- Catholic Encyclopedia: Codex Alexandrinus

| Religion | Spire Denne religionsartikel er en spire som bør udbygges. Du er velkommen til at hjælpe Wikipedia ved at udvide den. |